# Cool Girl (cântec)
„Cool Girl” este un cântec al interpretei suedeze Tove Lo. Acesta a fost scris de către Tove Lo, Ludvig Söderberg, Jakob Jerlström și produs de ultimi doi. Cântecul a fost lansat la data de 4 august 2016 ca primul extras pe single al celui de-al doilea album de studio Lady Wood.

## Videoclip
Videoclipul piesei a fost regizat de către Tim Erem și publicat la data de 19 august 2016 pe platforma Vevo al artistei. Videoclipul face parte dintr-un scurt-metraj intitulat „Fairy Dust”, care conține primele șase al albumului de origine. Videoclipul arată artista dansând în salopete în jurul și pe partea de sus a unei mașini umplut cu oameni la un motel. O altă scenă o descrie cu capul ras, dansând pe un sicriu situat în deșert.